# حزب جمهوری‌خواه دموکرات فدرال
حزب جمهوری‌خواه دموکرات فدرال (اسپانیایی: Partido Republicano Democrático Federal‎) یک حزب سیاسی اسپانیایی است که در سال ۱۸۶۸ در جریان انقلاب باشکوه اسپانیا توسط چپ‌گراها و جمهوری‌خواهان فدرالیست حزب دموکرات (اسپانیا) به منظور دست‌یابی به سکولاریسم و جمهوری فدرال آزاد در اسپانیا تأسیس شد و تا سال ۱۹۱۲ فعال بود. مسلک و مرام این حزب، ترقی‌خواهی و جمهوری‌خواهی فدرال بود.